# 布利斯菲爾德鎮區 (密歇根州)
布利斯菲爾德鎮區（英語：Blissfield Township）是位於美國密歇根州萊納維縣的一個行政鎮區。

## 地方資料
布利斯菲爾德鎮區的面積為54.60平方千米，當中陸地面積為54.50平方千米，而水域面積為0.10平方千米。根據2020年美國人口普查的數據，當地共有人口3924人，而人口密度為每平方千米71.87人。